# Fredrik Barth
Thomas Fredrik Weybye Barth (22 de dezembro de 1928 - 24 de janeiro de 2016) foi um antropólogo social norueguês. Foi professor no Departamento de Antropologia da Universidade de Boston e anteriormente ocupou cátedras na Universidade de Oslo, na Universidade de Bergen (onde fundou o Departamento de Antropologia Social), na Universidade Emory e na Universidade de Harvard. 

## Vida
Barth nasceu em Leipzig, Alemanha, filho de Thomas Barth, professor de geologia, e sua esposa Randi Thomassen. Eles também tiveram uma filha. Barth e sua irmã cresceram na Noruega em uma família acadêmica. O tio deles era Edvard Kaurin Barth, professor de zoologia. Fredrik Barth desenvolveu um interesse na evolução e nas origens humanas. Quando seu pai foi convidado para dar uma palestra na Universidade de Chicago, o rapaz o acompanhou e decidiu frequentar a universidade, matriculando-se em 1946. Ele obteve um mestrado em paleoantropologia e arqueologia em 1949. 
Depois de receber seu mestrado, Barth retornou à Noruega, mantendo uma conexão com o corpo docente de Chicago. Em 1951, juntou-se a uma expedição arqueológica ao Iraque liderada por Robert Braidwood. Barth continuou depois que a expedição terminou e conduziu estudos etnográficos da população com a população curda. Ele passou um ano na London School of Economics (LSE) escrevendo esses dados e, em 1953, publicou seu primeiro livro, Principles of Social Organization in Southern Kurdistan. 
Originalmente, Barth havia planejado enviar seu manuscrito como sua dissertação, mas não obteve êxito. Ele continuou seus estudos de graduação, mudando-se para Cambridge, Inglaterra, para estudar com Edmund Leach, com quem havia trabalhado anteriormente na LSE. Por seu doutorado, Barth conduziu um trabalho de campo em Swat, Paquistão; sua dissertação concluída foi publicada em 1959 como Political leadership among Swat Pathans. Logo depois, ele fez parte de um estudo da UNESCO sobre nomadismo pastoral, focado nos Basseri no que hoje é o Irã. A partir deste trabalho, ele publicou a monografia Nomads of South Persia, de 1961.
Em 1961, Barth foi convidado para a Universidade de Bergen para criar um departamento de antropologia e servir como presidente. Esta posição importante e de prestígio deu-lhe a oportunidade de introduzir a antropologia social ao estilo britânico na Noruega. O único outro programa de antropologia existente, na Universidade de Oslo, era mais antigo e conectado ao museu etnográfico da universidade (agora o Museu de História Cultural). Foi baseado em abordagens folclóricas e nos museus vitorianos. Ao fundar o departamento em Bergen, Barth esperava criar um departamento moderno e de classe mundial com uma abordagem semelhante à encontrada na Inglaterra e nos Estados Unidos.
Barth permaneceu em Bergen de 1961 a 1972. Durante esse período, seu próprio trabalho se desenvolveu de duas maneiras principais. Primeiro, ele desenvolveu projetos de pesquisa na Noruega (e publicou um estudo intitulado The Role of the Entrepreneur in Social Change in Northern Norway em 1963). Segundo, ele começou a escrever trabalhos mais puramente teóricos que garantiam sua reputação internacional na antropologia. Estes incluíram Models of Social Organization (1966) e, especialmente, o pequeno volume editado, Ethnic Groups and Boundaries: The Social Organization of Cultural Difference (1969). 
Em 1974, Barth mudou-se para Oslo, onde se tornou professor de antropologia social e chefe do Museu de História Cultural da cidade. Durante esse período, a antropologia estava mudando. O marxismo e as abordagens interpretativas estavam se tornando mais centrais, enquanto o foco de Barth na estratégia e na escolha estava sendo adotado pela economia e pelas disciplinas relacionadas. Barth mudou para o estudo do significado e do ritual desenvolvido em grupos étnicos e conduziu pesquisas na Papua Nova Guiné, onde conduziu o trabalho de campo com os Baktaman. Ele publicou vários trabalhos desses estudos, a saber, o Ritual and Knowledge among the Baktaman of New Guinea  (1975). Ele também continuou os estudos no Oriente Médio, realizando trabalhos de campo em Omã com sua esposa Unni Wikan. Isso resultou em seu volume de 1983, Sohar: Culture and Society, em uma cidade de Omã.
Barth recebeu uma bolsa de estudos do governo norueguês em 1985. Ele deixou o país para aceitar duas posições nos Estados Unidos - na Emory University de 1989 a 1996 e na Boston University de 1997 a 2008.  Ele desenvolveu um interesse na antropologia do conhecimento nessa época, um interesse que ele explorado em seu livro Balinese Worlds (1993). Também realizou pesquisas no Butão.
Barth era membro da Academia Norueguesa de Ciências e Letras. Em 1997, ele foi eleito Membro Honorário Estrangeiro da Academia Americana de Artes e Ciências. 

Segundo Tomke Lask, organizador da coletânea de textos O guru, o iniciador e outras variações antropológicas 
“Barth [...] não se contentou em dar uma nova concepção ao conceito de etnicidade. Aprimorando a lógica de seu raciocínio inicial, aplicou-o ao estudo das sociedades complexas e elaborou uma metodologia comparativa adequada para explicar a diversidade cultural nesse tipo de sociedade. [...] a relação entre o meio ambiente e seu efeito sobre as expressões culturais é onipresente na análise científica de Barth”.

## Os grupos étnicos e suas fronteiras
Barth tem sido um estudioso influente sobre o assunto da etnicidade, delineando uma abordagem para o estudo da etnia que se concentrava nas negociações em andamento de fronteiras entre grupos de pessoas. A visão de Barth era que tais grupos não eram isolados culturais descontínuos ou a priori lógicos aos quais as pessoas naturalmente pertencem. Barth se separou de noções antropológicas de culturas como entidades limitadas e etnia como laços primordiais. Ele se concentrou na interface e na interação entre grupos que deram origem a identidades. Ele enfatiza o uso por grupos de categorias - ou seja, rótulos étnicos - que geralmente perduram mesmo quando membros individuais se movem através de fronteiras ou compartilham uma identidade com pessoas em mais de um grupo.

## Escritos
- Principles of Social Organization in Southern Kurdistan (1953)
- Political leadership among Swat Pathans.  London: The Athlone Press, 1959.
- Nomads of South-Persia; the Basseri tribe of the Khamseh Confederacy. Oslo: Universitetsforlaget, 1962.
- Models of social organization. London: Royal Anthropological Institute, 1966.
- Ethnic groups and boundaries. The social organization of culture difference. Oslo: Universitetsforlaget, 1969. ISBN 978-0-04-572019-4
- Ritual and knowledge among the Baktaman of New Guinea. Oslo: Universitetsforlaget, 1975. ISBN 0-300-01816-9
- Sohar, culture and society in an Omani town. Baltimore: Johns Hopkins University Press, 1983. ISBN 0-8018-2840-6
- Cosmologies in the making : a generative approach to cultural variation in inner New Guinea. Cambridge: Cambridge University Press, 1987. ISBN 0-521-34279-1
- Balinese worlds. Chicago: University of Chicago Press, 1993. ISBN 0-226-03833-5

## Nota
Este artigo foi inicialmente traduzido do artigo da Wikipédia em inglês, cujo título é Fredrik Barth.